# Visconde de Vila Real da Praia Grande

Armas dos viscondes de Vila Real da Praia Grande, as mesmas das famílias Pinto, Miranda, Silveira e Montenegro.

Visconde de Vila Real da Praia Grande é um título nobiliárquico criado por D. Pedro I do Brasil, por decreto de 12 de outubro de 1825, a favor de Caetano Pinto de Miranda Montenegro.
Titulares
1. Caetano Pinto de Miranda Montenegro (1748–1827) — primeiro barão e marquês de Vila Real da Praia Grande;
2. Caetano Pinto de Miranda Montenegro Filho (1796–1851) — filho do anterior.